# آدریانا کارمونا
آدریانا کارمونا (انگلیسی: Adriana Carmona؛ زادهٔ ۳ دسامبر ۱۹۷۲) ورزشکار تکواندو اهل ونزوئلا است.
وی در مسابقات کشوری و بین‌المللی در مجموع برندهٔ ۱ مدال طلا، ۳ مدال نقره و ۲ مدال برنز شده‌است.